# Curcuma loerzingii
Curcuma loerzingii là một loài thực vật có hoa trong họ Gừng. Loài này được Theodoric Valeton mô tả khoa học đầu tiên năm 1918. Mẫu định danh: Lörzing 1248, thu thập ngày 20 tháng 2 năm 1916.

## Phân bố
Loài này có tại huyện Sibolangit, tỉnh Tây Sumatra trên đảo Sumatra, Indonesia. Loài này sinh sống trong rừng, trong vùng đất bỏ hoang nhiều cỏ hay cây bụi trên đất màu mỡ.

## Mô tả
Cây thảo to mập, cao đến 1,5 m. Thân rễ mập, thuôn dài, ruột màu vàng chanh. Cuống lá trung bình. Lá rất lớn và mọc thẳng, có cấu trúc dày và cứng như của Curcuma xanthorhiza, mặt trên màu lục sẫm, mặt dưới màu lục xám nhạt, kích thước 70 × 20–35 cm. Cành hoa bông thóc, ở bên, dài ~0,5 m, cuống cụm hoa nhẵn nhụi, vảy thưa. Hoa dài 3,8 cm, đài 0,7 cm, ống tràng 0,9 cm, họng 0,9-1 × 2,1 cm. Cánh hoa hình trứng, thuôn dài, tù, 1,2-1,3 × 0,9–1 cm, màu hồng. Nhị lép 1,2 × 0,7 cm. Môi hình trứng ngược với vuốt hẹp và thùy giữa rộng hơi thò ra, màu vàng tươi, các thùy bên rất rộng và cong lên; 1,6 × 1,5 cm (với vuốt), chiều dài của cánh môi với họng 2,4 cm. Chỉ nhị 0,4 × 0,2 cm, bao phấn dài 4 mm với các cựa thẳng dài 2 mm xoi rãnh khác biệt trên mặt do sự thuôn dài của mô vỏ bao phấn như ở [phân chi] Paracurcuma. Lá bắc hoa màu lục tươi, lá bắc mào màu tía.